# Camposaurus
Camposaurus is een geslacht van vleesetende theropode dinosauriërs, behorend tot de groep van de Neotheropoda, dat tijdens het late Trias leefde in het gebied van het huidige Noord-Amerika. De enige benoemde soort is Camposaurus arizonensis.
Begin jaren dertig groef paleontoloog Charles Lewis Camp in de Placerias Quarry in het Petrified Forest National Park in Arizona wat resten op van een kleine, ongeveer drie meter lange, theropode. De vondst werd goeddeels vergeten totdat ze in 1995 weer vermeld werd door Robert A. Long en Philip Murry. In 1998 benoemden en beschreven Adrian Hunt, Spencer Lucas, Andrew Heckert, Robert Sullivan en Martin Lockley de botten als de typesoort Camposaurus arizonensis. De geslachtsnaam verwijst naar Camp; de soortaanduiding naar Arizona.

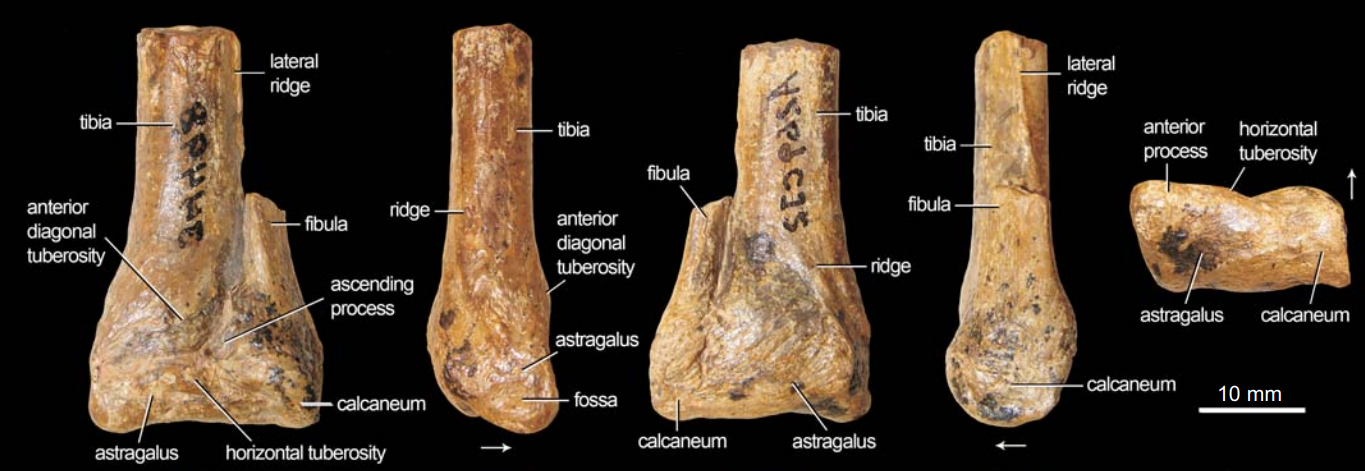
Het holotype

Het holotype, UCMP 34498, is gevonden in de Blue Mesa-afzetting van de Chinleformatie, in lagen die dateren uit het middelste Norien, ongeveer 210 miljoen jaar oud. Door onduidelijkheden over de precieze stratificatie van de groeve zijn eerder in de literatuur ook oudere afzettingen genoemd zoals de Mesa Redondo-afzetting uit het vroege Norien en de iets latere Bluewater Creek-afzetting. Het typespecimen bestaat uit de onderkant van een onderbeen met een stuk scheenbeen, een stuk daarmee vergroeid kuitbeen en een vergroeid sprongbeen met calcaneum. De paratypen zijn UCMP 139662, een bovenstuk van een dijbeen; MNA V3091 en UCMP 1773170, wervellichamen van ruggenwervels en UCMP 138591, 178047-178049, stukken van het bekken. Deze komen uit dezelfde groeve als het holotype. Specimen UCMP 25791, een bekkenfragment, werd aan de soort toegewezen.
De benoeming kreeg veel kritiek te verduren. De meeste andere paleontologen meenden dat de schamele resten niet te onderscheiden waren van Coelophysis en dat de soort een nomen dubium was. De grotere ouderdom had nog een reden kunnen zijn een ander taxon te onderscheiden maar de nieuwe datering ondermijnde het belang van dat argument.
In 2011 echter stelden Martin Ezcurra en Stephen Brussate dat Camposaurus toch een valide soort was. Ze wisten twee unieke afgeleide eigenschappen, autapomorfieën, vast te stellen: de achterrand van het gewrichtsfacet op het scheenbeen voor het kuitbeen is naar buiten gedraaid als een scherpe uitstekende richel; de afwezigheid van een aan de voorkant verbrede binnenste gewrichtsknobbel van het sprongbeen. Camposaurus zou zo de oudste bekende neotheropode zijn, een vermoedelijk lid van de Coelophysoidea en een nauwe verwant van Megapnosaurus; in 1998 was het door de beschrijvers in de Coelophysidae geplaatst.